# بخشوده
بخشوده (به انگلیسی: The Forgiven) فیلمی در ژانر درام و محصول ۲۰۱۷ بریتانیا است. این فیلم را رولند جافه کارگردانی کرده و هنرپیشگانی مانند فارست ویتاکر، دومینیکا یابلونسکا و اریک بانا در آن به ایفای نقش پرداخته‌اند. بخشوده براساس نمایشنامهٔ مطران و ضدمسیح (به انگلیسی: The Archbishop and the Antichrist) نوشتهٔ مایکل اشتن ساخته شده‌است.

## داستان
در آفریقای جنوبی پس از آپارتاید، اسقف اعظم دزموند توتو در جریان کمیسیون راستی و آشتی در زندانی در کیپ‌تاون با زندانی‌ای که قبلاً عضو پلیس ویژه بوده به نام پیت بلومفلد ملاقات می‌کند. بلومفلد شاهد جنایاتی در زمان آپارتاید بوده‌است. مقامات که نگران شده‌اند یک باند سیاه‌پوست را در زندان مأمور ترور بلومفلد می‌کنند، ولی بلومفلد نجات پیدا می‌کند و به سیاه‌پوستی که برای قتلش اجیر شده نیز در زندان کمک می‌کند. سرانجام پس از تحقیقاتی که دزموند توتو دربارهٔ کودکی بلومفلد انجام می‌دهد و مکالمات این دو، بلومفلد نزد او شهادت می‌دهد. ولی به تلافی گارد امنیتی او را در زندان به قتل می‌رسانند.